# Robert A. Lutz

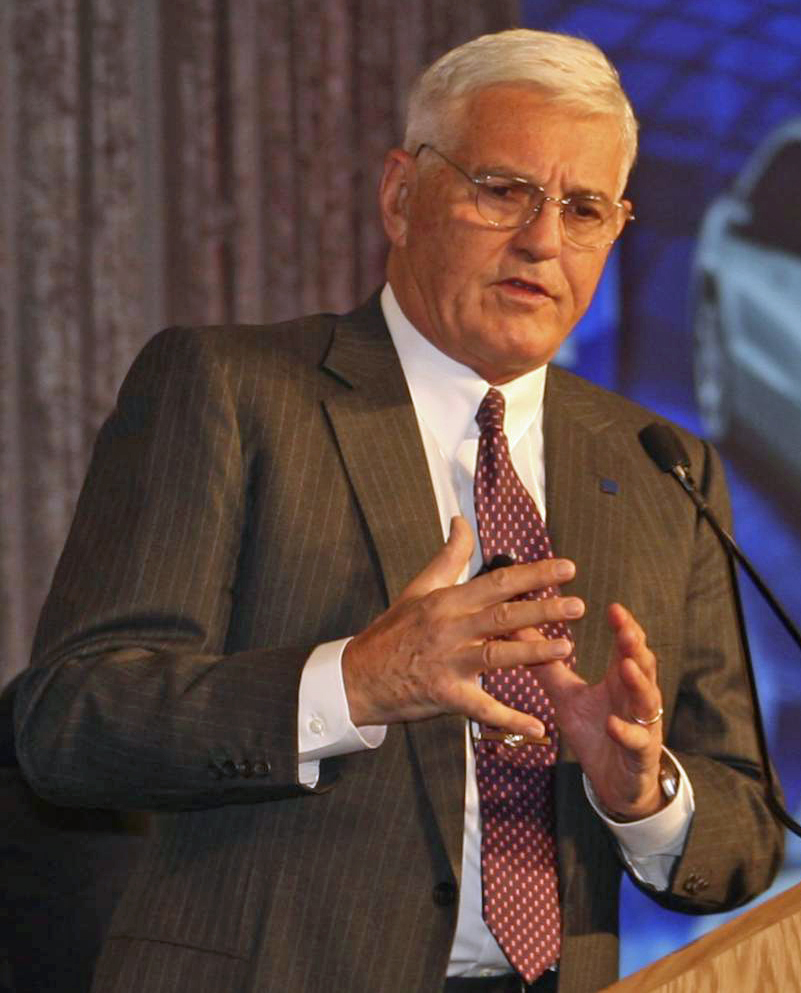
Robert A. Lutz (2008)

Robert „Bob“ Anthony Lutz (* 12. Februar 1932 in Zürich als Robert Anton Lutz) ist ein US-amerikanischer Manager.

## Biografie
Der gebürtige Schweizer Lutz, Sohn eines Bankiers, wanderte mit seiner Familie in die USA aus. Seit 1949 ist er US-amerikanischer Staatsbürger. Er war von 1954 bis 1959 Kampfpilot bei den US Marines. Das Studium an der University of California, Berkeley schloss er 1961 mit dem Bachelor in production science ab, im Jahr darauf erlangte er den Master-Abschluss in Business Administration mit den höchsten Auszeichnungen der kalifornischen Universität.
Seine Karriere in der Autoindustrie begann er 1963 bei General Motors, für die er in den folgenden Jahren verschiedene Führungspositionen in Europa ausübte. Drei Jahre lang war er anschließend bei BMW beschäftigt, wo er das Portfolio als Marketing-Chef neu strukturierte und beginnend mit 5er und 3er die heute noch gültige Typenstruktur einführte. Im Jahr 1974 wechselte er zu Ford in Köln und wurde Chef von Ford of Europe. Die letzten vier Jahre gehörte er dem Vorstand des Konzerns in Detroit (Michigan) an.
Als executive Vice President wechselte Lutz 1986 zum Chrysler-Konzern.

Am 1. Dezember 1998 wurde er Chairman, President und Chief Executive Officer  von Exide Technologies, dem Weltmarktführer bei Bleiakkumulatoren, er gab diese Ämter sukzessiv bis 5. Mai 2004 ab.

2001 kehrte Lutz zu den Wurzeln seiner Karriere, zu General Motors, zurück wo er bis 2010 verblieb.

## Auszeichnungen
- 1975: Krawattenmann des Jahres

## Sonstiges
Bob Lutz ist Mitglied im Advisory Board der Haas School of Business, University of California at Berkeley.
Er ist bekannt für seine Sammlung klassischer Automobile und Flugzeuge. Privat nutzt er unter anderem einen ausgemusterten Alpha Jet (Schulflugzeug und leichter Jagdbomber der Bundeswehr).